# Hinzuanius africanus
Hinzuanius africanus – gatunek kosarza z podrzędu Laniatores i rodziny Biantidae.

## Występowanie
Gatunek występuje w Etiopii.